# Szugavara Jukinari
Szugavara Jukinari (菅原 由勢) (Tojokava, 2000. június 28. –) japán válogatott labdarúgó, a Southampton játékosa.

## Klub
A labdarúgást a Nagoja Grampus csapatában kezdte. 2019-ben az AZ csapatához szerződött.

## Nemzeti válogatott
A japán U20-as válogatott tagjaként részt vett a 2019-es U20-as labdarúgó-világbajnokságon.
2020-ban debütált a japán válogatottban.

## Statisztika
| Japán válogatott | Japán válogatott | Japán válogatott |
| Időszak          | Mérk.            | gól              |
| ---------------- | ---------------- | ---------------- |
| 2020             | 1                | 0                |
| Összesen         | 1                | 0                |